# 바다유리

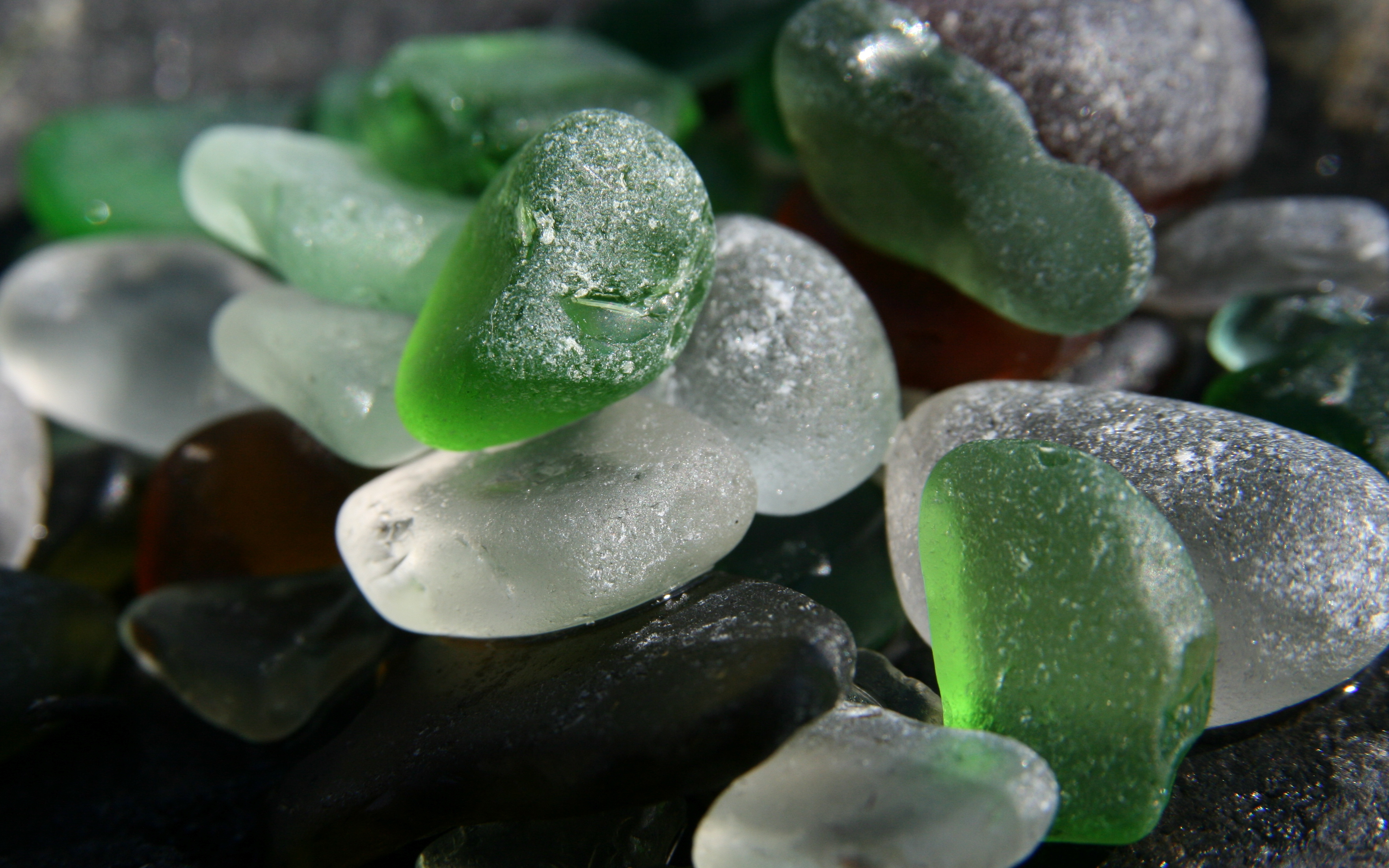
녹색과 흰색의 바다유리

바다유리는 일반적으로 음료수병에 사용된 인위적인 유리조각이 자연적으로 풍화된 조각을 말한다. 종종 넘어진 돌처럼 보인다. 바다유리는 소금물이 있는 해변에서 발견되는 물리적으로 광택이 나고 화학적으로 풍화된 유리이다. 이러한 풍과 과정을 통해 자연스러운 간유리가 생성된다. 바다유리는 장식용으로 쓰이며, 주로 보석류를 만드는데 쓰인다. "해변유리"는 담수에서 나오며 바다유리보다 서리가 덜 끼어있는 경우가 많다. 바다유리가 그 특징적인 질감과 모양을 갖추려면 20~40년이 걸리고, 때로는 100~200년이 걸린다.

## 형성
바다유리는 깨진 유리 파편에서 시작해서 날카로운 모서리가 매끄럽고 둥글게 될때까지 지속적으로 굴러다니고 갈아진다. 이 과정에서 유리는 미끄러운 표면을 잃지만 수년에 걸쳐 서리낀 모습을 얻게 된다.